# Carsac-Aillac
Carsac-Aillac is een gemeente in het Franse departement Dordogne (regio Nouvelle-Aquitaine). De plaats maakt deel uit van het arrondissement Sarlat-la-Canéda. Carsac-Aillac telde op 1 januari 2022 1.549 inwoners.

## Geografie
De oppervlakte van Carsac-Aillac bedraagt 17,31 km², de bevolkingsdichtheid is 88 inwoners per km² (per 1 januari 2019).
De onderstaande kaart toont de ligging van Carsac-Aillac met de belangrijkste infrastructuur en aangrenzende gemeenten.

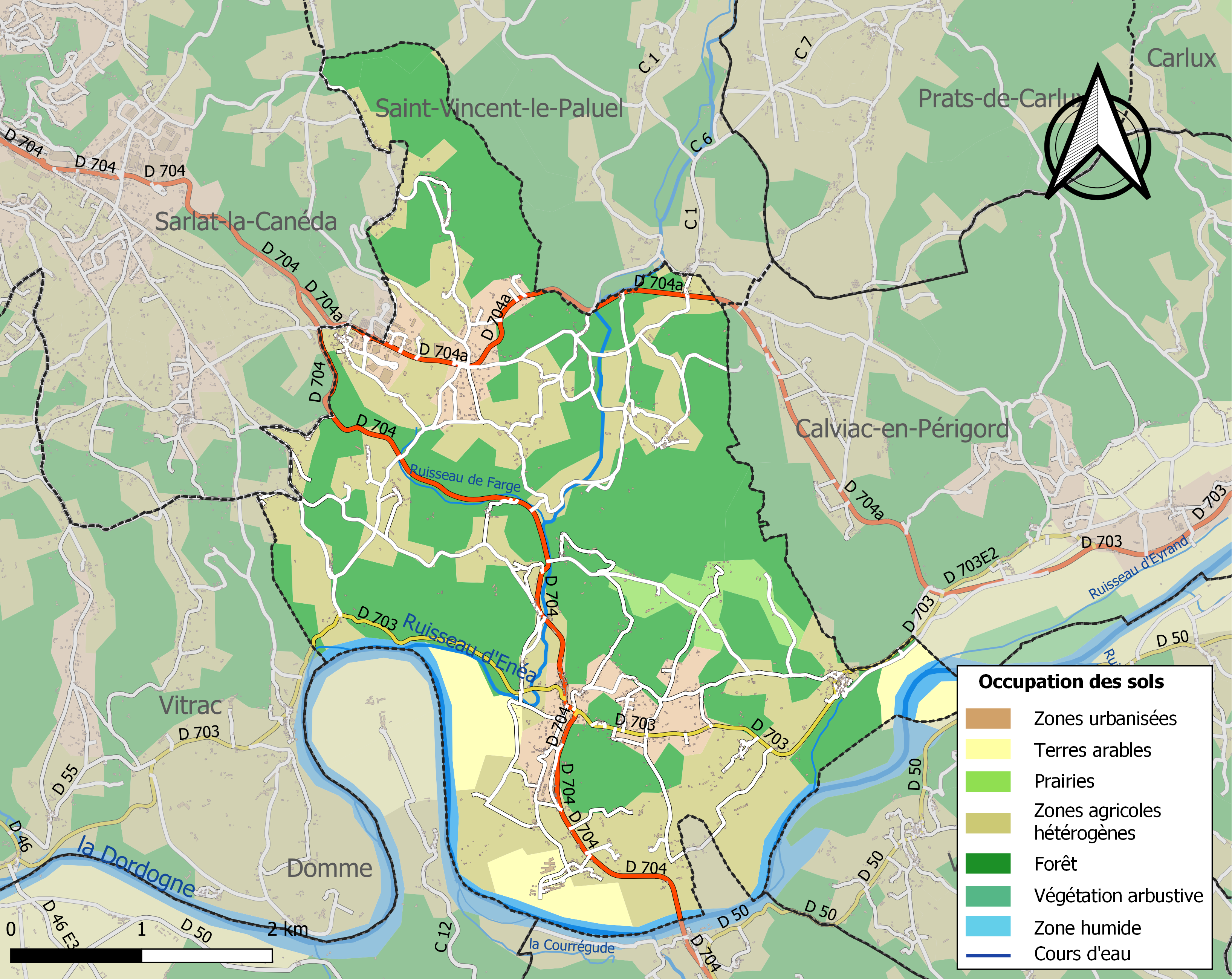

## Demografie
Onderstaande figuur toont het verloop van het inwonertal (bron: INSEE-tellingen).